# Franz Xaver Stöber
Pour les articles homonymes, voir Stoeber.
Franz Xaver Stöber, né le 20 février 1795 à Vienne et mort le 11 avril 1858 à Vienne, est un graveur et lithographe autrichien.

## Biographie
Il reçoit sa première éducation artistique de son père, Joseph Stöber, graveur sur cuivre, puis il fréquente avec succès l'Académie des beaux-arts de Vienne où il a Hubert Maurer comme professeur. Il rencontre les premières faveurs du public en 1815 avec une série de gravures représentant des scènes mythologiques. Il obtient le privilège de la sidérographie en 1829, permettant plus de possibilités que la gravure sur cuivre. Il se consacre aussi à des planches en couleur. Il est nommé membre de l'Académie en 1835, graveur de la Cour en 1842 et professeur de gravure à l'Académie en 1844.

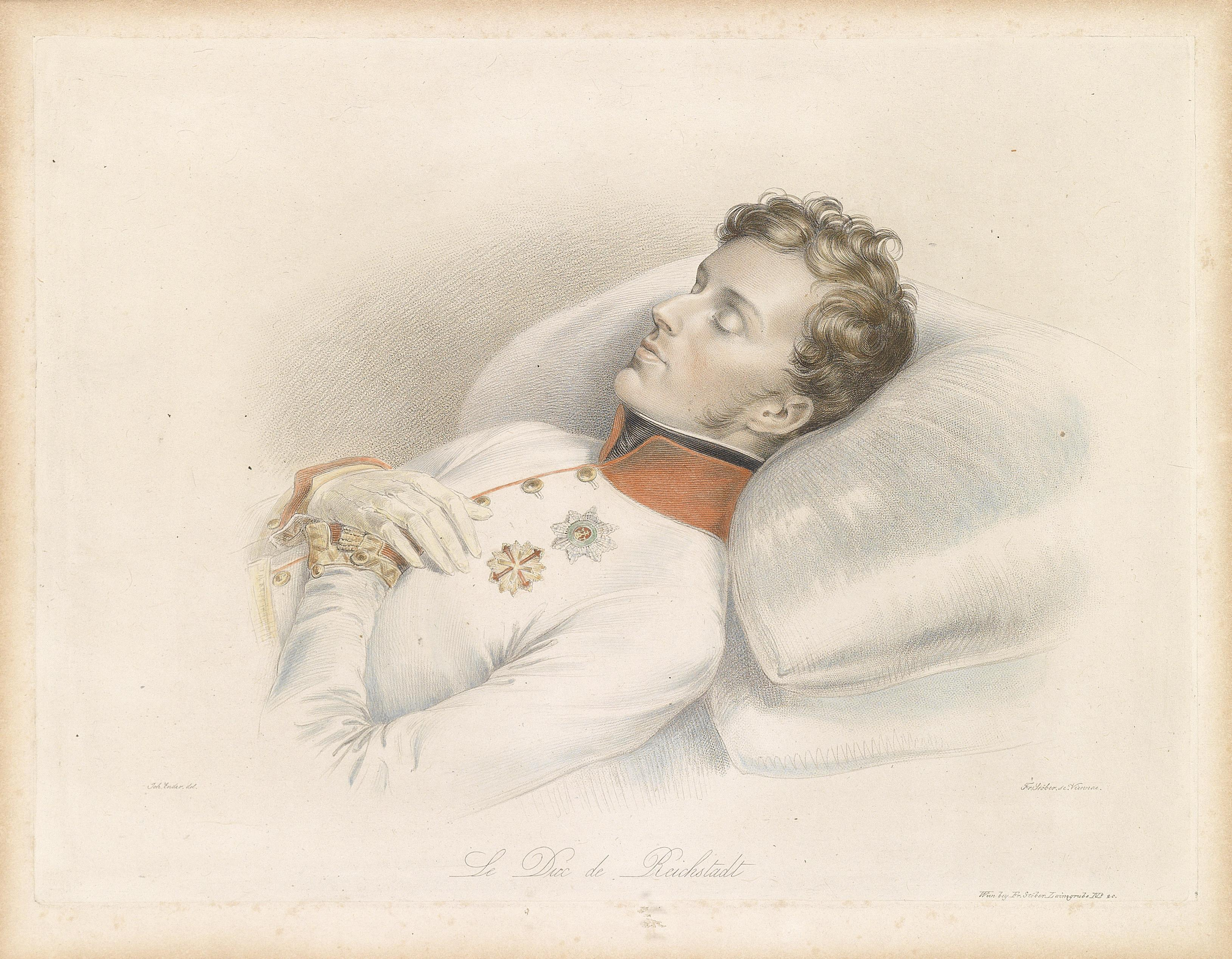
Le Duc de Reichstadt sur son lit de mort d'après Johann Ender.

Son œuvre représente environ deux mille cinq-cents feuilles. À côté de quantité de portraits (par exemple Grillparzer, Hammer-Purgstall ou Castelli), il produit des grands formats pour l'almanach de la société des artistes et nombre de vignettes et d'illustrations de livres, comme Der Mythos alter Dichter in bildlichen Darstellungen de Heinrich Joseph Hölzl avec 61 gravures de portraits de personnages de la mythologie antique. C'est à lui qu'est attribuée la gravure rehaussée à l'aquarelle représentant la procession funéraire de Beethoven (1827).
Il travaille aussi d'après les œuvres de son beau-frère Johann Ender (comme Le duc de Reichstadt sur son lit de mort), et des peintres comme Josef Danhauser, Peter Krafft, Friedrich von Amerling, Ferdinand Georg Waldmüller, Peter Fendi, Fischbach ou Schrotzberg. Parmi ses élèves, l'on peut distinguer Joseph Selleny.
Une rue de Margareten à Vienne lui a été dédiée en 1877, la Stöbergasse.